# Callan Mulvey
Callan Francis Mulvey (ur. 23 lutego 1975 w Auckland, w Nowej Zelandii) – australijski aktor telewizyjny.

## Życiorys
Urodzony w Nowej Zelandii, ma korzenie eurazjatyckie, pochodzi ze Sri Lanki. Gdy miał osiem lat wraz z rodziną przeniósł się do Australii. Dorastał wraz z bratem Jamesem i siostrą Arohą. Wraz z Jonem Pollardem stworzył grupę wrotkarską Manly Blades.
Popularność przyniosła mu postać Bogdana Drazica w australijskim serialu Szkoła złamanych serc (Heartbreak High, 1996−1999), gdzie swoją karierę aktorską zaczynali także Peta Toppano, Simon Baker i Dominic Purcell.
Pojawił się gościnnie w serialach: Cena życia (All Saints, 1999) z udziałem Erica Bany, Władca zwierząt (BeastMaster, 2001) z tytułową rolą Daniela Goddarda i operze mydlanej Zatoka serc (Home and Away, 2007), gdzie występowali również – Guy Pearce, Naomi Watts, Julian McMahon, Peta Toppano, Dannii Minogue, Daniel Goddard, Simon Baker, Martin Henderson i Heath Ledger.

## Życie prywatne
W 1997 wziął ślub z Larą Cox z którą grał w serialu Szkoła złamanych serc. W 2010 rozwiedli się i w tym samym roku ożenił się z wieloletnią przyjaciółką, Rachel Thomas, nauczycielem akademickim i muzykiem, w Byron Bay.

## Filmografia

### Filmy fabularne
- 2001: Akcja ostatniej szansy (Code Red, TV)
- 2001: Poszukiwacz (The Finder, TV) jako Sam Natoli
- 2004: Thunderstruck jako Sam
- 2012: Wróg numer jeden (Zero Dark Thirty) jako Saber-DEVGRU
- 2014: Kapitan Ameryka: Zimowy żołnierz (Captain America: The Winter Soldier) jako Jack Rollins
- 2014: 300: Początek imperium (300: Rise of an Empire) jako Scyllias
- 2016: Warcraft: Początek jako Warrior
- 2016: Batman v Superman: Świt sprawiedliwości jako Anatoli Knjazew
- 2019: Avengers: Koniec gry (Avengers: Endgame) jako Jack Rollins

### Seriale TV
- 1996−1999: Szkoła złamanych serc (Heartbreak High) jako Bogdan Drazic
- 1999: Cena życia (All Saints) jako Stewie Holder
- 2000: Pizza jako Dave
- 2001: Władca zwierząt (BeastMaster) jako Rikko
- 2001: Head Start jako Rodney 'Rod' Hunter
- 2007: Morski patrol (Sea Patrol) jako Horst Wenders
- 2007: Córki McLeoda (McLeod's Daughters) jako Mitch Wahlberg
- 2007: Zatoka serc (Home and Away) Johnny Cooper
- 2008–2011: Rush jako Brendan Joshua
- 2008: Porachunki jako Mark Moran
- 2016: Power jako Dean / Milan